# Семак, Пётр Михайлович
Пётр Михайлович Семак (род. 26 января 1960, Спасское, Днепропетровская область) — советский, российский актёр театра, кино и телевидения. Народный артист РФ (2005).

## Биография
Учился в Харьковском институте искусств, а затем Ленинградском государственном институте театра, музыки и кинематографии (ЛГИТМиК) на курсе А. И. Кацмана и Л. А. Додина, который окончил в 1983 году, после чего сразу был приглашён в труппу Малого драматического театра, где прослужил до 2015 года.
В 2015 году принят в труппу Александринского театра.

## Личная жизнь
Ведёт активный образ жизни и главным из своих хобби называет регулярные занятия спортом.
Своими кумирами в профессии считает Жерара Филипа, Аль Пачино, Николая Черкасова и Владимира Высоцкого.
В браке с первой женой Нонной Михайловной Семак родились двое детей: дочь Анастасия (род. 1982) и сын Дмитрий (1986—2013). Анастасия окончила факультет сценографии (курс А. В. Орлова) Санкт-Петербургской театральной академии, Дмитрий в 2012 году окончил Санкт-Петербургскую театральную академию (курс Ю. М. Красовского).
У Петра Семака восемь внуков (Иван, Фома, Пётр, Павел, Мария, Пелагия, Тихон и Елизавета).
Вторая жена — Елена Сылова, супруги воспитывают дочь (род. 2009).

## Актёрские работы в Малом драматическом театре
- 1983 — «Счастье моё» А. М. Червинского — Сенечка
- 1986 — «Братья и сёстры» по Ф. Абрамову — Михаил Пряслин
- 1986 — «Повелитель мух» по У. Голдингу — Ральф
- «Звездный мальчик» О. Уайльда — Стражник
- «Бегущие странники» А. Н. Казанцева — Дмитрий
- 1991 — «Бесы» по Ф. М. Достоевскому — Ставрогин
- 1992 — «Любовь под вязами» Ю. О’Нила — Эбин
- 1997 — «Зимняя сказка» У. Шекспира — Леонт
- 2000 — «Молли Суини» Брайена Фрила — Доктор Райс
- 1999 — «Чевенгур» по А. П. Платонову — Чепурный
- 2001 — «Чайка» А. П. Чехова — Дорн
- 2003 — «Дядя Ваня» А. П. Чехова — Астров
- 2006 — «Король Лир» У. Шекспира — Лир
- 2008 — «Долгое путешествие в ночь» Ю. О’Нила — Джейми Тайрон
- 2010 — «Три сестры» А. П. Чехова — Вершинин
- 2010 — «Лорензаччо» А. де Мюссе — кардинал Чибо

## Актёрские работы в Александринском театре и в других театрах
- 1997 — «Аркадия» Т. Стоппарда (Большой драматический театр) — Септимус Ходж
- 2002 — «От четверга до четверга» Альдо Де Бенедетти (Театр п/р О. Табакова)
- 2003 — «Жизнь Ильи Ильича» М. Ю. Угарова (Театр-фестиваль «Балтийский дом») — Обломов
- 2012 — «Я или Бог или никто» А. С. Пушкин «Моцарт и Сальери» (продюсерская компания Русарт) — Сальери
- 2014 — «Маскарад. Воспоминания будущего» (по драме М. Ю. Лермонтова «Маскарад». Александринский театр. Реж. В. Фокин) — Евгений Арбенин
- 2015 — «Третий выбор» (по пьесе Л. Н. Толстого «Живой труп». Александринский театр. Реж. В. Фокин) — Федор Протасов
- 2015 — «Дороги» (Александринский театр. Новая сцена. Реж. В.Фокин)
- 2015 — «Встретились-поговорили» (по текстам С. Довлатова. Театр-фестиваль «Балтийский дом». Реж. Л.Алимов) — Автор
- 2016 — «Сегодня. 2016» (по повести К. Фокина «Огонь». Александринский театр. Новая сцена. Реж. В.Фокин) — Михаил Огнев
- 2016 — «НеПРИКАСАЕМЫЕ» (реж. М. Патласов) — Мир
- 2017 — «Чук и Гек» (по мотивам произведений А. Гайдара. Александринский театр. Новая сцена. Реж. М.Патласов) — А. П. Гайдар
- 2018 — «Швейк. Возвращение» (Александринский театр. Реж. В. Фокин. Пьеса Т. Рахмановой по мотивам романа Я. Гашека) — Генерал
- 2018 — «Медея» (по пьесе Евепида «Медея», Санкт-Петербургский театр «Русская антреприза» имени Андрея Миронова) — Ясон
- 2019 — «Рождение Сталина» (Александринский театр. Реж. В. Фокин) — Сталин
- 2019 — «Одиссея 1936» (по пьесе М. Булгакова «Иван Васильевич». Санкт-Петербургский театр «Русская антреприза» имени Андрея Миронова Реж. К. Богомолов) — Милославский и Якин
- 2020 — «Венецианский купец» (по пьесе В. Шекспира «Венецианский купец». Санкт-Петербургский театр «Русская антреприза» имени Андрея Миронова Реж. В. Фурман — Шейлок
- 2020 — «Драма на шоссэ. Судебное разбирательство» (онлайн-драма Б. Акунина. Александринский театр, художественный куратор В. Фокин, режиссер А. Оконешников) — сахарозаводчик Скоробогатов
- 2020 — «Игроки» (по пьесе Н. В. Гоголя «Игроки». Санкт-Петербургский театр «Русская антреприза» имени Андрея Миронова Реж. А. Яковлев) — Ихарев
- 2021— «Αντιγονη или Я/МЫ Антигона» (по пьесе Ж. Ануя «Антигона», Театр-фестиваль «Балтийский дом». Реж. В. Бортко) — Креон
- 2021 — «Товарищ Кисляков» (по одноименному роману П. Романова. Александринский театр. Новая сцена. Реж. А. Калинин) — Аркадий Незнамов, Андриевский
- 2022 — «Классики в профиль» — моноспектакль
- 2022 — «Один восемь восемь один» (Александринский театр. Реж. В. Фокин) — Михаил Тариелович Лорис-Меликов
- 2023 — «Палата № 6» (театр им. Ленсовета. Реж. Е. Богинская) — Рагин
- 2023 — «Тварь» (Александринский театр. Новая сцена. Реж. Н. Кобелев) — Его Превосходительство
- 2024 — «Отцы и дети» (Театр наций. Реж. С. Серзин) — Николай Кирсанов
- 2024 — «Мать. Горькая пьеса» (Александринский театр. Реж. К. Богомолов) — Отец

## Фильмография
- 1985 — Воскресный папа — папа-моряк
- 1986 — Сентиментальное путешествие на картошку — Лёша Воронец
- 1986 — Взломщик — Хохмач
- 1989 — Чёрный кот (музыкальный телефильм) — исполнитель песни «Шаги»
- 1989 — Кончина — Сергей Лыков
- 2000 — Охота на Золушку — Лёва
- 2002 — Красное небо. Чёрный снег — Галимбаевский, бригадир, передовик-стахановец, а на деле преступник, и главарь банды, орудующий в городе
- 2003 — Улицы разбитых фонарей 5 . Крайние обстоятельства. 18 серия — «Ворон», уголовник
- 2004 — Агент национальной безопасности 5. Две монетки. 5, 6 серии — Виктор
- 2004 — Игра on-line. Богатыри online — Лёха
- 2005 — Убойная сила 6 . Казачий разъезд. 8 фильм. — Малахов, казак
- 2006 — Важнее, чем любовь — Максим Петрович Шабалин, (роль озвучена другим актером)
- 2006 — Птица счастья — Владимир Викторович Халаимов
- 2007 — Государь — Василенко
- 2007 — Путина
- 2008 — Холодное солнце — Вадим
- 2008 — Тот, кто гасит свет —
- 2009 — Гармония. Город счастья — игумен
- 2009—2010 — Гаишники 2 — Петр Кондратьевич
- 2010 — Кочегар — полковник Минаев, отец Веры
- 2010 — Брачный контракт — Кукольный дом. 8 серия — Олег Борисович
- 2010 — История зечки — «Туз»
- 2011 — Защита свидетелей — 9-11 серии — Александр Александрович Харлампиев
- 2011 — Тайны следствия 9 — Семейные ценности — 11 фильм (22-23 серии) — Аркадий Грановский
- 2011 — Последний герой — Борис Геннадьевич Ремезов
- 2011 — Дубля не будет — полковник Кафтанов
- 2011 — Улицы разбитых фонарей 11 (серия «Красный стрелок») — Иван
- 2012 — Наружное наблюдение — Геннадий Наумович Сворский
- 2013 — Тёмный мир: Равновесие — Колдун (Александр)
- 2016 — Казнить нельзя помиловать — Абакумов
- 2022 — Этерна: Часть первая — Август Штанцлер

## Озвучивание
- 1999 — Бойцовский клуб — Тайлер (Бред Питт)
- 1999 — Конец света — Джерико Кейн (Арнольд Шварценеггер)
- 2000 — Пляж — Даффи (Робберт Карлайл)
- 2000 — Угнать за 60 секунд — Мемфис Райнс (Николас Кейдж)
- 2000 — Ватель — Франсуа Ватель (Жерар Депардье)
- 2000 — Шестой день — Адам Гибсон (Арнольд Шварценнегер)
- 2001 — Соблазн — Луис Антонио Варгас (Антонио Бандерас)
- 2002 — Говорящие с ветром — Полковник Холлинс (Холмс Осборн)
- 2003 — Однажды в Мексике — Музыкант (Антонио Бандерас)
- 2004 — Гнев — Джон Кризи (Дензел Вашингтон)
- 2006 — Спасатель — Бен Ранделл (Кевин Костнер)

## Признание и награды
- Государственная премия СССР (1986, за роль Михаила Пряслина в спектакле «Братья и сестры»).
- Заслуженный артист РФ (9 марта 1996) — за заслуги в области искусства[1].
- Премия «Золотой софит» (1998).
- Государственная премия России в области литературы и искусства 2000 года (6 июня 2001) — за спектакль Российского государственного академического Большого драматического театра имени Г. А. Товстоногова «Аркадия» по пьесе Т.Стоппарда[2].
- Народный артист РФ (21 декабря 2005) — за большие заслуги в области театрального искусства[3].
- Лауреат специальной Премии Жюри «Золотая маска» (2007) «За мощь и полноту самоотдачи» (роль Короля Лира в спектакле «Король Лир»).
- Лауреат премии К. С. Станиславского в номинации «За вклад в развитие российского театра» (2008).
- Лауреат Премии Правительства РФ в области культуры за 2016 год — за создание спектакля «Маскарад. Воспоминания будущего» по драме М. Ю. Лермонтова «Маскарад» и спектаклю Вс. Мейерхольда 1917 года (2017).
- Лауреат премии «Фигаро» в номинации «Лучшие из лучших» (2018) — за исполнение ролей на российской театральной сцене.
- Орден Дружбы (21 сентября 2020) — за большой вклад в развитие отечественной культуры и искусства, многолетнюю плодотворную деятельность[4].